# Зидерхаштет
Зидерхаштет (њем. Süderhastedt) општина је у њемачкој савезној држави Шлезвиг-Холштајн. Једно је од 115 општинских средишта округа Дитмаршен. Према процјени из 2010. у општини је живјело 869 становника. Посједује регионалну шифру (AGS) 1051110.

## Географски и демографски подаци
Зидерхаштет се налази у савезној држави Шлезвиг-Холштајн у округу Дитмаршен. Општина се налази на надморској висини од 11 метара. Површина општине износи 15,7 km². У самом мјесту је, према процјени из 2010. године, живјело 869 становника. Просјечна густина становништва износи 55 становника/km².